# The German Quarterly
The German Quarterly ist eine unter Muriel Cormican an der Texas Christian University und Jen William an der Purdue University herausgegebene germanistische Fachzeitschrift und das Organ des Verbandes der amerikanischen Deutschlehrer (American Association of Teachers of German; AATG). Die seit 1928 erscheinende Zeitschrift befasst sich neben Forschungen zur Literaturwissenschaft mit einem breiten Spektrum der „Deutschlandforschung“. Sie gilt als eine der meistgelesenen internationalen Zeitschriften im Bereich der Germanistik.